# Tonton matodentro
Espèce
Tonton matodentro est une espèce d'araignées mygalomorphes de la famille des Microstigmatidae.

## Distribution
Cette espèce est endémique du Minas Gerais au Brésil,. Elle se rencontre dans des grottes à Conceição do Mato Dentro et à Morro do Pilar.

## Description
Le mâle holotype mesure 1,95 mm et la femelle paratype 2,18 mm.

## Étymologie
Son nom d'espèce lui a été donné en référence au lieu de sa découverte, Conceição do Mato Dentro.

## Publication originale
- Passanha, Cizauskas & Brescovit, 2019 : A new genus of Micromygalinae (Araneae, Microstigmatidae) from Brazil, with transfer of Masteria emboaba Pedroso, Baptista & Bertani, 2015 and description of six new species. ZooKeys, no 814, p. 1-32 (texte intégral).